# Louky u Prostředního Žďáru
Louky u Prostředního Žďáru jsou přírodní památka ve správním území obce Chodský Újezd v okrese Tachov v Plzeňském kraji. Tvoří je komplex podmáčených luk s výskytem vzácných a chráněných druhů rostlin.

## Historie
Chráněné území vyhlásila Správa CHKO Český les v kategorii přírodní památka s účinností od 28. března 2013. Cílem ochrany je zachování diverzity lučních společenstev.
Louky v přírodní památce byly v devadesátých letech dvacátého století pravidelně koseny. Poté ležely několik let ladem a strojové kosení bylo obnoveno v roce 2009. V blíže nespecifikované minulosti byl vybudován systém melioračních stružek, které odvodňovaly podmáčenou část luk.

## Přírodní poměry
Přírodní památka s rozlohou 2,47 hektaru leží v nadmořské výšce 691–714 metrů v katastrálním území Žďár u Tachova v Českém lese. Území je součástí chráněné krajinné oblasti Český les.

### Abiotické poměry
Geologické podloží tvoří prekambrické migmatitizované cordieritické pararuly moldanubika Českého lesa. V geomorfologickém členění Česka přírodní památka leží v Českém lese, konkrétně v podcelku Dyleňský les a okrsku Žďárská vrchovina. Okrsek je pozůstatkem holoroviny s četným výskytem tvarů mrazového zvětrávání. Na povrchu se vyvinul převážně půdní typ glej typický, pseudogleje a okrajově kambizem pseudoglejová. Celá přírodní památka leží v povodí Berounky.
V rámci Quittovy klasifikace podnebí se přírodní památka nachází v mírně teplé oblasti MT3, pro kterou jsou typické průměrné teploty −3 až −4 °C v lednu a 16–17 °C v červenci. Roční úhrn srážek dosahuje 600–750 milimetrů, počet letních dnů je dvacet až třicet, počet mrazových dnů se pohybuje mezi 130 a 160 a sněhová pokrývka zde leží šedesát až sto dnů v roce.

### Flóra
Do přírodní památky zasahuje výběžek kulturní smrčiny a část oplocenky s javory kleny, ale většinu území tvoří čtveřice lučních ekosystémů: kulturní ovsíkové louky (20 % rozlohy), mezotrofní rašelinné louky s ostřicí obecnou (10 % rozlohy v centrální části), acidofilní vlhké louky s pcháčem bahenním (50 %) a podhorské a horské smilkové trávníky (20 %).
V době vyhlášení přírodní památky byl na lokalitě zaznamenán výskyt šesti druhů ohrožených rostlin. Podél severní hranice území rostlo asi sto plodných jedinců vítodu douškolistého (Polygala serpyllifolia). Ve smilkových trávnících se vyskytovaly desítky exemplářů vemeníku dvoulistého (Platanthera bifolia), několik jedinců hadího mordu nízkého (Scorzonera humilis) a prhy chlumní (Arnica montana). Na podmáčených stanovištích hojně rostl kozlík dvoudomý (Valeriana dioica) a přibližně 900 jedinců prstnatce májového (Dactylorhiza majalis).

### Fauna
Ze vzácnějších živočichů byl v chráněném území zaznamenán výskyt jednoho exempláře zmije obecné (Vipera berus).

## Přístup
Přírodní památkou nevede žádná turisticky značená trasa, ale po cestě podél východního okraje je značena cyklotrasa č. 36.